# Taneti Maamau
Taneti Mamau (Onotoa, Kiribati; 16 de septiembre de 1960) es un político kiribatiano.
Inició su carrera política como diputado del parlamento nacional ("Maneaba ni Maungatabu") por su natal circunscripción electoral, al cual pertenece desde entonces tras haber sido reelegido todos estos años.
Durante esa época pasó a formar parte del gabinete del entonces presidente Teburoro Tito (1994·2003), siendo nombrado como ministro de Finanzas.
Seguidamente en diciembre de 2015 fue reelegido como diputado en las elecciones parlamentarias de ese año.
Que tras esas elecciones pasó a formar parte de la recién creada coalición política "Tobwaan Kiribati Party" (MKP), conformada por los partidos "Maurin Kiribati Party" y la "United Coalition Party", de la cual fue elegido como primer líder y candidato presidencial.
Actualmente al postularse como candidato de su coalición en las Elecciones Presidenciales de 2016, ha logrado ganarlas consiguiendo mayoría absoluta con un total de 19.833 votos y un 59,96%. Posteriormente su nombramiento fue aprobado por el parlamento, recibiendo además el apoyo de los presidentes Teburoro Tito y el anterior Anote Tong que ha renunciado como presidente y líder de su partido.
Tras obtener la victoria y la aprobación parlamentaria, desde el día 11 de marzo que ha sido investido, es el nuevo presidente de Kiribati.
El 13 de marzo nombró como Vicepresidente a Kourabi Nenem y el 18 de marzo todos sus nuevos ministros y miembros de gabinete han sido juramentados en sus cargos correspondientes, formándose así el nuevo gobierno del país.